# Magdeburg (Schiff, 1917)
Die zweite Magdeburg war ein Kleiner Kreuzer der Kaiserlichen Marine. Er sollte als viertes Schiff der Cöln-Klasse zum Einsatz kommen. Die Namensgebung erfolgte in Erinnerung an den am 26. August 1914 bei der Insel Odensholm gestrandeten Kleinen Kreuzer Magdeburg.
Mangels Material und Personal wurde der Bau neun Monate vor seiner Fertigstellung gestoppt. Am 17. November 1919 wurde die Magdeburg aus der Liste der Kriegsschiffe gestrichen. Am 28. Oktober 1921 wurde das Schiff verkauft und 1922 abgebrochen.